# Masters de Shanghai 2009

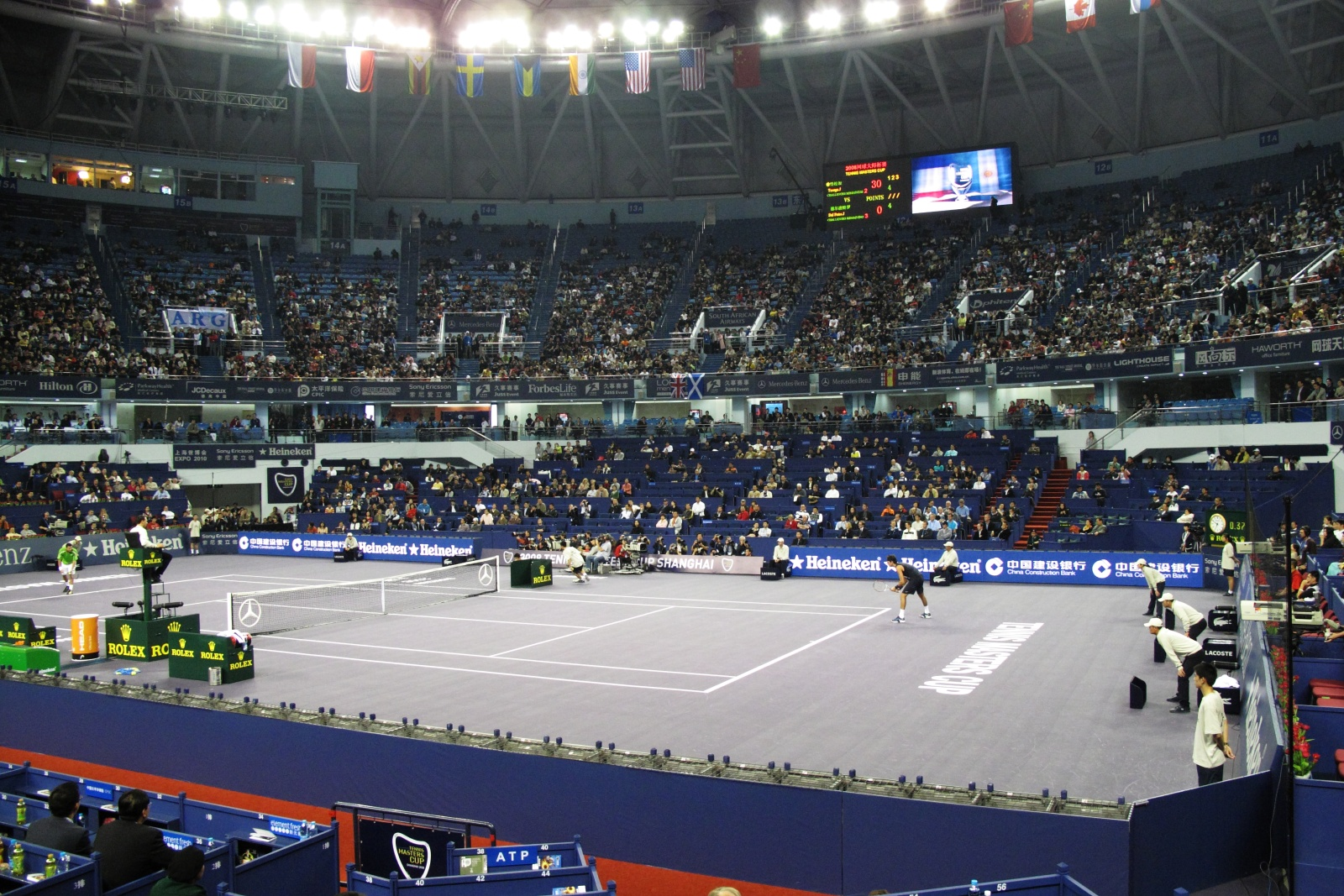
Comienza el partido entre Jo-Wilfried Tsonga y Juan Martín del Potro en la Tennis Masters Cup 2008 en Shanghái, China

El Masters de Shanghái 2009 fue un torneo de tenis jugado sobre pista dura. Fue la edición número 1 de este torneo. El torneo masculino formó parte de los ATP World Tour Masters 1000 en la ATP. Se celebró entre el 11 de octubre y el 18 de octubre de 2009.

## Campeones

### Individuales masculinos
Nikolay Davydenko vence a  Rafael Nadal, 7-6(3), 6-3 .

### Dobles masculinos
Julien Benneteau /  Jo-Wilfried Tsonga vencen a  Mariusz Fyrstenberg /  Marcin Matkowski, 6-2, 6-4.
| Predecesor: No tiene        | Masters de Shanghái 2009 | Sucesor: Shanghái 2010 |
| Predecesor: Cincinnati 2009 | ATP Masters Series 2009  | Sucesor: París 2009    |